# Justin Staples (Diplomat)
Hubert Anthony Justin Staples, CMG (* 14. November 1929) ist ein ehemaliger britischer Diplomat.

## Leben
Hubert Anthony Justin Staples trat am 5. Oktober 1954 in den diplomatischen Dienst (HM Diplomatic Service) ein und fand danach zahlreiche Verwendungen an Auslandsvertretungen sowie im Außenministerium (Foreign and Commonwealth Office). Er wurde am 15. Oktober 1965 Konsul in Vientiane und war später zwischen 1971 und 1974 Botschaftsrat und Kanzler (Counsellor and Head of Chancery) der Ständigen Vertretung bei der NATO in Brüssel. Anschließend war er von 1974 bis 1978 Botschaftsrat an der Botschaft in Thailand und wurde als solcher am 24. Oktober 1974 auch Generalkonsul in Bangkok Daraufhin fungierte er zwischen 1978 und 1981 als Botschaftsrat an der Botschaft in Irland.
Am 24. April 1981 wurde Justin Staples Nachfolger von Peter Tripp als Botschafter in Thailand und bekleidete dieses Amt bis 1986, woraufhin Derek Tonkin seine Nachfolge antrat. Zugleich war er zwischen 1985 und 1986 in Personalunion als nicht-residierender Botschafter in Laos akkreditiert. Für seine Verdienste wurde er am 13. Juni 1981 Companion des Order of St Michael and St George (CMG). Zuletzt löste er 1986 Alan Brooke Turner als Botschafter in Finnland ab und verblieb auf diesem Posten bis zu seinem Eintritt in den Ruhestand 1989, woraufhin Neil Smith seine Nachfolge antrat.